# 希博伊根 (密歇根州)
希博伊根（英語：Cheboygan）是一個位於美國密歇根州希博伊根縣的城市。根據2010年美國人口普查，該地共人口4867人，而該地的面積約為17.94平方千米。同時該地也是希博伊根縣的縣治。

## 地理
希博伊根的座標為45°38′49″N 84°28′28″W / 45.64694°N 84.47444°W，而該地的平均海拔高度為180米（即591英尺）。